# Arturo Zanoni Baniotto
Arturo Zanoni Baniotto (Verona, 3 d'abril de 1897 - Roma, 19 de març de 1967) va ser un polític i sindicalista hispà-italià. Ferroviari de professió, es destacaria en l'activitat sindical i política. Durant la Guerra civil espanyola va lluitar enrolat a l'Exèrcit republicà, arribant a manar diverses unitats militars.

## Biografia
Nascut en Verona en 1897, de professió va ser maquinista ferroviari. Va arribar a combatre en la Primera Guerra Mundial. Després de la contesa es va convertir en un dirigent dels obrers ferroviaris a Verona i també es va afiliar al nou Partit Comunista. No obstant això, a causa de les seves activitats, al juliol de 1923 va haver d'abandonar a Itàlia i emigrar a l'Argentina, on prendria part de l'organització del sindicalisme ferroviari argentí. Detingut i expulsat, acabaria instal·lant-se a Espanya, ja en els temps de la Segona República. Va ser membre del Sindicat nacional ferroviari de la UGT, així com membre del PSOE. En aquests anys va residir a Madrid.
Després de l'esclat de la Guerra civil es va unir a les forces republicanes, integrant-se posteriorment a l'Exèrcit Popular de la República. Al març de 1937 va ser nomenat comandant de la 49a Brigada Mixta i, posteriorment, de la 90a Brigada Mixta, prenent part en algunes accions en el front de Guadalajara. Al novembre d'aquest any seria nomenat comandant de la XII Brigada Internacional, formada per voluntaris italians de les Brigades Internacionals —especialment el batalló «Garibaldi». Al comandament d'aquesta unitat va operar en els fronts d'Extremadura i Aragó, i fou destituït al març de 1938 pel mal acompliment de la seva unitat.
Després del final de la contesa va marxar a l'exili a França, on va estar internat en els camps de concentració de Vernet i Noè. Capturat pels nazis, posteriorment seria deportat al camp de concentració de Dachau. Després del seu alliberament va tornar a França, i poc després es traslladaria novament a Itàlia, on afiliaria al Partit Socialista Democràtic Italià (PSDI). També va estar afiliat al PSOE en l'exili. Va morir a Roma el 19 de març de 1967.